# RTKL
 (juin 2010).
Si vous disposez d'ouvrages ou d'articles de référence ou si vous connaissez des sites web de qualité traitant du thème abordé ici, merci de compléter l'article en donnant les références utiles à sa vérifiabilité et en les liant à la section « Notes et références ».
RTKL Associates était un cabinet d'architectes américain fondé en 1946 par Archibald Rogers et Francis Taliaferro à Annapolis (Maryland). Les associés Charles Lambs, arrivé en 1949, et Georges Kostritsky en 1961, forme ainsi RTKL en 1968. L'agence a conçu une trentaine de gratte-ciel à travers le monde. Elle est implantée dans dix villes dans le monde : Baltimore, son siège originel, Washington, Chicago, Dallas, Los Angeles et Miami aux États-Unis, Abu Dhabi et Dubaï au Moyen-Orient, Shanghai en Asie. Elle constitue depuis 2007 une filiale du groupe d'ingénierie Arcadis. En 2015 elle a fusionné avec l'agence Callison, également une filiale d'Arcadis, pour devenir CallisonRTKL.

## Quelques réalisations

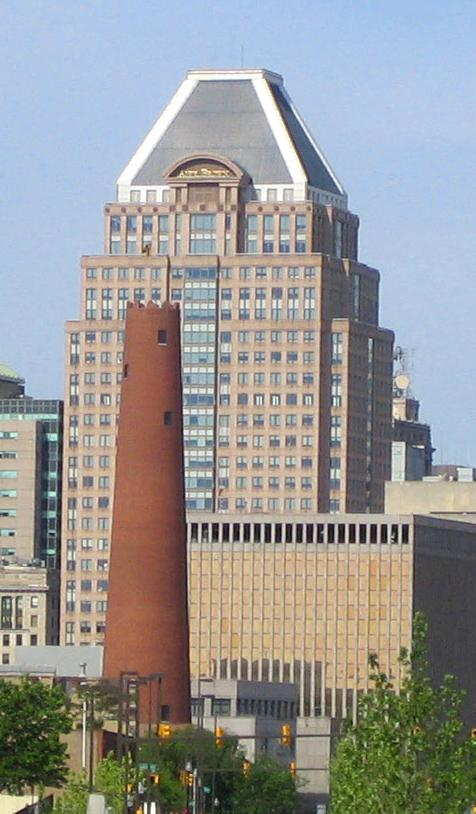
Commerce Place à Baltimore

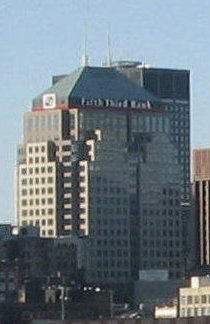
Fifth Third Center à Cleveland

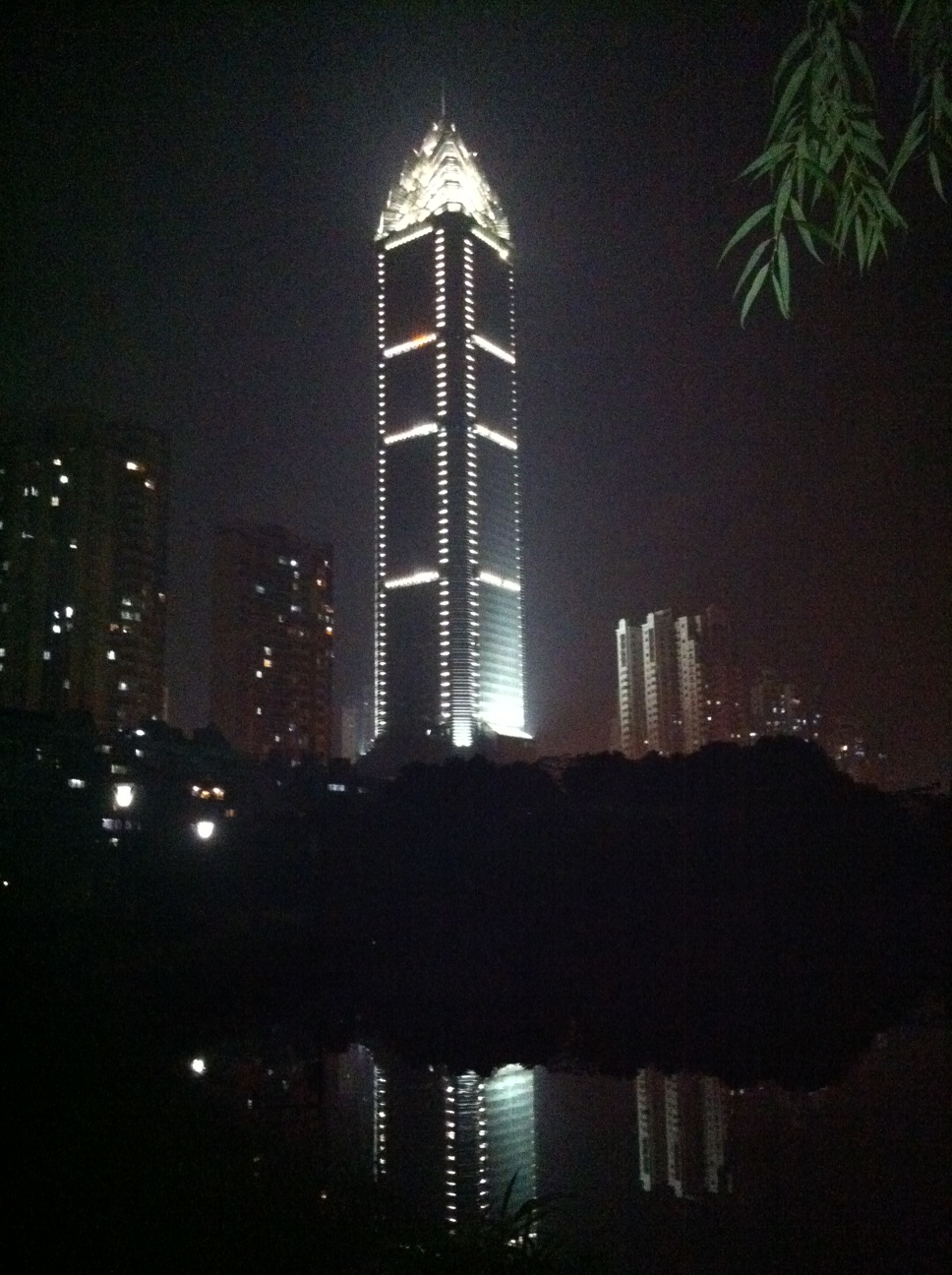
Wenzhou World Trade Center

## Années 1980
- One City Center (St. Louis), Saint Louis, États-Unis, 1986
- Marriott Rivercenter, San Antonio, États-Unis, 1988
- Westlake Center, Seattle, États-Unis, 1988

## Années 1990
- Reston Town Center, Reston, VA (1990)
- Fifth Third Center, Cleveland, 1991
- Commerce Place, Baltimore, 1992
- Centro Oberhausen, Oberhausen, Allemagne, 1996
- Plaza BII Tower II, Jakarta, Indonésie, 1997
- Beijing World Financial Center, Beijing, 1998
- Shanghai Science and Technology Center, Shanghai, Chine, 1998
- Warsaw Trade Center, Varsovie, 1999
- Four Seasons Regent Residences, Jakarta, Indonésie, 1999

## Années 2000
- Mandarin Oriental Hotel, Miami, Floride, 2000
- Principe Pio, Madrid, Espagne, 2004
- UnionBank Plaza, Pasig, Philippines, 2004
- New Jiang Wan Cultural Center, Shanghai China, 2005
- Highmark Data Center, Harrisburg, Pennsylvanie, 2005
- China Resources Building, Shenzhen, Chine, 2005
- Reginald F. Lewis Museum of Maryland African American History and Culture, Baltimore, Maryland, 2005
- Silver Cross Hospital Campus, New Lenox, Illinois, 2005
- Siam Paragon, Bangkok, Thaïlande, 2006
- Addison Circle, Addison, Texas, 2006
- Tour Naberejnaïa, Moscou, Russie, 2006/7
- L.A. Live, Los Angeles, Californie, 2008
- Grand Indonesia Office Tower, Djakarta, Indonésie, 2008
- U.S. Capitol Visitor Center, Washington DC, 2008
- Brickell Financial Centre Phase I, Miami, 2009

## Années 2010
- Wenzhou World Trade Center, Wenzhou, Chine, 2010
- Food and Drug Administration Headquarters, White Oak, Maryland, 2012
- Doyen ARC Central Square, Chongqing, Chine, 2013
- Wuxi Suning Plaza 1, Wuxi, Chine, 2014
- Changsha Xinhe Delta Office, Changsha, 2014
- China Resources Center 1 et 2, Hefei, Chine, 2016
- MIC Plaza, Chengdu, Chine, 2016